# Adolf Diekmann
Adolf Diekmann (Magdeburgo, 8 dicembre 1914 – Noyers-Bocage, 29 giugno 1944) è stato un militare e criminale di guerra tedesco.

## Biografia
Prima della guerra insegnò alla SS-Junkerschule, SS-Sturmbannführer al comando del 1º Battaglione del reggimento "Das Reich" delle Waffen-SS. Gli uomini di questo battaglione furono responsabili del massacro di Oradour-sur-Glane, dove furono uccisi 642 residenti (245 donne, 207 bambini e 190 uomini). Diekmann era l'ufficiale più anziano presente. Diekmann non fu mai processato per i crimini commessi a Oradour-sur-Glane.
Fu ucciso il 29 giugno 1944 sul fronte della Normandia durante l'operazione Overlord. Fu ritenuto responsabile di quel massacro il 10 giugno 1944. La sua tomba si trova nel cimitero di guerra tedesco di La Cambe, nel blocco 25, fila 4, tomba 121.

### Carriera militare
- SS-Untersturmführer: agosto 1938
- SS-Obersturmführer: 1º luglio 1940
- SS-Hauptsturmführer: 20 aprile 1942
- SS-Sturmbannführer: 8 giugno 1944

### Vita privata
Diekmann si è sposato con Hedwig Meinde il 12 febbraio 1940. Nacque un figlio, di nome Rainer il 11 marzo 1942.